# واشور
واشور، روستایی از توابع بخش مرکزی شهرستان کبودرآهنگ در استان همدان ایران است.

## جمعیت
این روستا در دهستان کوهین قرار دارد و براساس سرشماری مرکز آمار ایران در سال ۱۳۹۵، جمعیت آن ۶۶۰ نفر (۱۸۴خانوار) بوده‌است.